# Saint-Jouin
Saint-Jouin és un municipi francès situat al departament de Calvados i a la regió de Normandia. L'any 2007 tenia 210 habitants.

## Demografia

### Població
El 2007 la població de fet de Saint-Jouin era de 210 persones. Hi havia 76 famílies de les quals 20 eren unipersonals (12 homes vivint sols i 8 dones vivint soles), 24 parelles sense fills i 32 parelles amb fills.
La població ha evolucionat segons el següent gràfic:
Habitants censats

### Habitatges
El 2007 hi havia 122 habitatges, 82 eren l'habitatge principal de la família, 37 eren segones residències i 3 estaven desocupats. Tots els 122 habitatges eren cases. Dels 82 habitatges principals, 73 estaven ocupats pels seus propietaris, 6 estaven llogats i ocupats pels llogaters i 3 estaven cedits a títol gratuït; 1 tenia dues cambres, 1 en tenia tres, 21 en tenien quatre i 59 en tenien cinc o més. 69 habitatges disposaven pel capbaix d'una plaça de pàrquing. A 35 habitatges hi havia un automòbil i a 42 n'hi havia dos o més.

### Piràmide de població
La piràmide de població per edats i sexe el 2009 era:
| Homes | Edats   | Dones |
| ----- | ------- | ----- |
| 0     | 95 o +  | 0     |
| 0     | 90 a 94 | 4     |
| 0     | 85 a 89 | 4     |
| 0     | 80 a 84 | 0     |
| 0     | 75 a 79 | 0     |
| 0     | 70 a 74 | 4     |
| 4     | 65 a 69 | 4     |
| 0     | 60 a 64 | 4     |
| 12    | 55 a 59 | 4     |
| 4     | 50 a 54 | 12    |
| 12    | 45 a 49 | 0     |
| 0     | 40 a 44 | 8     |
| 20    | 35 a 39 | 0     |
| 4     | 30 a 34 | 16    |
| 0     | 25 a 29 | 4     |
| 8     | 20 a 24 | 0     |
| 0     | 15 a 19 | 0     |
| 0     | 10 a 14 | 4     |
| 32    | 5 a 9   | 12    |
| 4     | 0 a 4   | 8     |

## Economia
El 2007 la població en edat de treballar era de 132 persones, 100 eren actives i 32 eren inactives. De les 100 persones actives 94 estaven ocupades (50 homes i 44 dones) i 6 estaven aturades (3 homes i 3 dones). De les 32 persones inactives 11 estaven jubilades, 14 estaven estudiant i 7 estaven classificades com a «altres inactius».

### Ingressos
El 2009 a Saint-Jouin hi havia 85 unitats fiscals que integraven 208 persones, la mediana anual d'ingressos fiscals per persona era de 17.043 €.

### Activitats econòmiques
Dels 6 establiments que hi havia el 2007, 4 eren d'empreses de construcció, 1 d'una entitat de l'administració pública i 1 d'una empresa classificada com a «altres activitats de serveis».
Dels 5 establiments de servei als particulars que hi havia el 2009, 3 eren fusteries, 1 electricista i 1 perruqueria.
L'any 2000 a Saint-Jouin hi havia 7 explotacions agrícoles que ocupaven un total de 372 hectàrees.

## Poblacions més properes
El següent diagrama mostra les poblacions més properes.